# سیارک ۹۲۲
سیارک ۹۲۲ (به انگلیسی: 922 Schlutia، نامگذاری:1919FW) نهصد و بیست و دومین سیارک کشف شده‌است که در ۱۸ سپتامبر ۱۹۱۹ و در هایدلبرگ کشف شد.
قدر مطلق سیارک برابر ۱۱٫۷۰ است.